# Atractodes alutaceus
Atractodes alutaceus är en stekelart som beskrevs av Thomson 1884. Atractodes alutaceus ingår i släktet Atractodes och familjen brokparasitsteklar. Arten är reproducerande i Sverige. Inga underarter finns listade.